# Synchiropus phaeton
Synchiropus phaeton é uma espécie de peixe pertencente à família Callionymidae.
A autoridade científica da espécie é Günther, tendo sido descrita no ano de 1861.

## Portugal
Encontra-se presente em Portugal, onde é uma espécie nativa.
O seu nome comum é peixe-pau-rosa.

## Descrição
Trata-se de uma espécie marinha. Atinge os 18 cm de comprimento total nos indivíduos do sexo masculino, 12 cm de comprimento total nos indivíduos do sexo feminino.